# Мазуре, Текла Брониславовна
Текла Брониславовна Мазуре — советский хозяйственный и политический деятель.

## Биография
Родилась в 1950 году в Риге. Член КПСС.
Окончила школу фабрично-заводского обучения.
В 1969—1991 гг. — прядильщица текстильного производственного объединения «Саркана текстилниеце» Министерства легкой промышленности Латвийской ССР в Риге.
Депутат Верховного Совета СССР 9-го и 10-го созывов. Делегат XXVI съезда КПСС.
Жила в Риге.

## Награды
- орден Ленина (23.05.1986)
- орден Трудового Красного Знамени (17.03.1981)